# 鋼之鍊金術師
《鋼之鍊金術師》（簡稱「鋼鍊」）是一部由日本漫畫家荒川弘創作的漫畫系列。該作品自2001年7月至2010年6月期間連載於史克威爾艾尼克斯的少年漫畫雜誌《月刊少年GANGAN》，後由出版社將單行本集結為27卷發行。作品的蒸汽龐克世界觀主要以歐洲工業革命時期為藍本，故事設定在一個煉金術被廣泛實踐的虛構宇宙中。故事講述了兩位鍊金術師兄弟：愛德華·艾爾利克與阿爾馮斯·艾爾利克，為了恢復因使用煉金術復活母親而失去的身體，踏上尋找賢者之石的旅程。
《鋼之鍊金術師》已被改編為多部跨媒體作品，包括兩部由BONES製作的電視動畫系列（分別於2003年與2009年推出）、兩部劇場版動畫（分別於2005年與2011年上映，皆由BONES製作），以及多部輕小說。該系列亦衍生出原創動畫錄影帶（OVA）、電子遊戲、補充書籍、集換式卡牌遊戲、各類模型與周邊商品。基於本作改編的真人電影於2017年上映，並於2022年推出兩部續作。
截至目前，《鋼之鍊金術師》的全球累計銷量已超過8000萬冊，成為史上最暢銷的漫畫系列之一。該作品曾獲得小學館漫畫賞少年漫畫類別、英國Eagle Award「最受喜愛漫畫」（2010年與2011年），以及2011年星雲賞（漫畫部門）。評論家普遍對《鋼之鍊金術師》給予高度評價，特別讚賞其角色刻畫、動作場景、象徵意涵及哲學性議題。

## 概要
起初預定為一次刊載完結的短篇，故事是要在沒有水的土地上，用鍊金術製造出湖泊，最後兄弟倆仍未恢復原狀、繼續旅行。另外，初期設定主角18歲，搭檔是因鍊成失敗、靈魂轉移到飛鼠的父親。編輯認為可以改為連載，作者花了半個月思考架構，開始連載時就已有最終回的大致構想。單行本書裡封面及封底有作者的一些小玩笑，以及在書背上會畫上這一集中即將死亡的角色，另外還有搞笑的四格短篇附錄。
本作漫畫自2001年開始在艾尼克斯（現史克威尔艾尼克斯）的《月刊少年GANGAN》連載，並於2004年榮獲第49回小學館漫畫賞；2011年獲得第42回星雲賞（漫畫部門）。全系列漫畫的世界發行量突破8000万冊，在史克威尔艾尼克斯發行的漫畫作品中為最高紀錄。同時，整個作品系列不論是漫畫或是動畫，在日本或海外都大受歡迎，是日本動漫在21世紀初的代表作品之一。在日本國内，漫畫版榮獲日本政府文部科學省文化廳頒發的日本媒體芸術100選漫畫部門第4位。原預定在2010年6月與動畫《鋼之鍊金術師 FULLMETAL ALCHEMIST》一併完結，但後來動畫變更延至7月4日
2023年BookLive讀者票選奇幻漫畫第1名。

## 故事簡介
背景設定在鍊金術相當發達的世界。愛德華·艾力克和他的弟弟阿爾馮斯十分思念亡故的母親，為了再次見到母親的微笑，而觸犯鍊金術中最大的禁忌「人體鍊成」──亦即是讓死者復活的鍊成術──可是鍊成失敗時的反彈效應，愛德華付出「代價」左腳、阿爾則失去肉體。為了救回弟弟，愛德犧牲自己的右臂作為代價，將弟弟的靈魂固定在一副鎧甲上；而失去的右臂和左腿則由鋼製義肢「機械鎧」來替代，因此在取得國家鍊金術師資格時、大總統給予「鋼」的稱號，人們稱之為「鋼之鍊金術師」。鋼之鍊金術師用語列表公曆1911年，艾力克兄弟為取回他們所失去的一切，而開始踏上了旅程。
本作故事時間起點為1914年，在此之前事件則用插敘手法。

## 用語

### 亞美斯多利斯
亞美斯多利斯（Amestris）是本作品主要的故事舞台，是由軍政府統治的國家，大陸曆1550年左右建國，政變前大總統為金格·布拉德雷，人口约5000万，官方通用文字為英文。

亞美斯多利斯地圖

最初領土並不大，後併吞周遭小國使國土呈近圓形，分為五大地區，以中央區域為中心，各在東、南、西、北四個地區設立司令部，負責管理當地的軍事、行政，並在政府之外操控形同傀儡的議會及法院。
根據漫畫及動畫的設定，當時的陸上軍事科技已達到20世紀初期至中期的水準，出現野戰炮、迫击炮、火箭筒、機槍、衝鋒槍、後膛步枪（包括狙击步枪）、白朗寧M1910手槍，與及新發明的坦克等武器，但尚未有飛行武器的出現。民用科技則有電力、電話、無線電通訊及廣播、汽車及蒸汽火車等。
历法为大陆历，对应现实世界的公历。货币单位为（Cenz），幣值相當於日圓。

#### 中央
中央市（Central City）
位於亞美斯多利斯的中心，是這個國家的首都，大總統府、鍊金術研究所、中央司令部、憲兵司令部和中央監獄等都設於此地。
事實上是國土鍊成陣的重心。此外五間研究所亦是首都人體鍊成陣的五個頂點，以圓形通道相連，在約定之日用作打開真理之門，捕捉人柱到國土鍊成陣的核心所在。
大總統府
中央司令部腹地內國軍最高機關，大總統辦公室與官邸分開，官邸在中央市郊外的地區，可經走廊通往官邸。直轄鍊金術研究機關（實為國土鍊成陣核心）、國家鍊金術師機關。
第三研究所
馬可醫生之前隸屬的研究單位。在馬斯坦古一行人追查殺害休斯元凶的行動中，推論底下有通往大總統府的地道。
第五研究所
表面已廢棄的鍊金術研究所，名義上由巴斯古·古蘭准將掌管，48號跟66號擔任守衛。位於中央監獄旁，可利用死刑犯，或被整肅逮捕之伊修瓦爾人鍊成賢者之石，同时也是研究合成獸的地方。後遭拉斯多與恩維爆破滅跡，由66號爆破趁隙逃逸，被封印的古利德也因此解脫、帶領合成獸逃走。
中央監獄
位於第五研究所旁，曾收監金普利。動畫第1作設定為第二監獄，同樣是收押金普利的地方。
國立中央圖書館
國內最大的藏書所在地，國家鍊金術師可查閱特殊文件；第一分館因為拉斯多要銷毀馬可醫生的資料而遭焚毀。
地下設施
父親大人的居所，位於大總統府下方，出入口有大量的合成獸看守。

#### 東部
（East City）
東方司令部所在，為馬斯坦古等一行人原駐地，司令官古拉曼中將。
另外原創林特村、水之都－阿庫羅亞、海德（原作馬可醫生藏身的小村莊）等地名；並加入了《鋼之鍊金術師（1） 砂礫的大地》的城鎮傑諾塔姆。
利塞布尔（Resembool）
愛力克兄弟及溫莉的故鄉，盛行牧羊的小村莊。伊修瓦爾內亂時，因是軍服羊毛產地而遭伊修瓦爾人縱火。
里欧尔（Liore）
東部邊境市鎮，伊修巴爾內亂後，太陽神雷托教主柯奈洛借賢者之石，行奇跡之術蠱惑群眾，後續引發暴亂；在鎮壓後正復興建設中。
被設定位於國家東南方，距伊修巴爾兩公里，居民在人種上跟伊修瓦爾人非常相近。被斯卡用作賢者之石鍊成陣，在第42話中鍊成陣發動後，城鎮完全消失在沙漠之中。劇場版中在阿姆斯壯建築公司的財力下重建。
伊修瓦尔（Ishval）
位於東部的前自治區，氣候乾旱，地表只有岩石和沙漠。當地原住民的種族特徵為紅色眼睛和褐色皮膚，有著本身的傳統文化和戒律森嚴的信仰「伊修瓦拉教」。被併入亞美斯多利斯後成為少數民族，因信仰而抗拒鍊金術改造自然物質來鍊成物件，無法融入亞美斯多利斯而備受歧視，部分伊修瓦爾人也對被併吞心存不滿，最終激化為全面內亂，之後地區被撤銷自治並被當局封鎖。
伊修瓦尔內亂
大陸曆1901年，因為一名亞美斯多利斯軍人茱麗葉·道格拉斯上尉無故槍殺當地女孩引起，實為人造人為製造藉口屠殺伊修瓦爾人，由恩維偽裝成一名反戰派軍官下手，挑起事端。暴動由最初的伊修瓦爾地區不斷擴大，之後蔓延至整個國家東部，並演變成為持續七年的消耗戰。
大陸曆1908年，由金格·布拉德雷簽發「大總統令3066號」，動用軍隊和國家鍊金術師對伊修瓦尔進行殲滅戰；軍部亦同時對伊修瓦尔籍軍人進行整肅，秘密把他們運到中央市第五研究所，由馬可醫生鍊成賢者之石。最後由金普利用賢者之石對伊修瓦尔人實施毀滅性攻擊，使戰爭以國軍完勝告終。
內亂最終在大陸曆1909年結束。伊修瓦尔人經此一役幾乎滅族，遺民被迫離開當地，隱藏並散居各地，部分則逃亡至克塞鲁克塞斯的古遺跡中定居。
尤斯威爾（Youswell）
接鄰東方大沙漠的產煤礦場，被稱為「極東城鎮」。在尤基被趕走後恢復熱鬧跟活力。

#### 西部
（West City）
西方司令部所在地。於大總統對馬斯坦古的部下進行大調動，普雷達少尉被調到西方司令部去；其餘不明。
特普市（Table City）
，位於亞美斯多利斯及古雷達的交界處，三地之間以河谷相隔。過去是米洛斯人的聖地，曾一度被古雷达佔領，三百年間在古雷达命令下挖掘出「死亡之谷」，形成四面被深谷包圍的特普市，並把米洛斯人趕到深谷下定居。之後亞美利斯特利斯在米洛斯人協助下，於1904年成功驅逐古雷达，但當地旋即被亞美利斯特利斯併入版圖，成為該國的飛地。與亞美斯多利斯以鐵路橋跨越丘陵和河谷相連接。前任管理者為彼得·索尤斯少校；在古雷达入侵失敗後被米洛斯人奪回並宣布復國。嘆息之丘的聖星的主要舞台。

#### 南部
（South City）
南方司令部所在地，在達普利斯以南。西北部在大陸曆1835年10月曾爆發「第一次南部國境戰」，與阿爾路哥發生首次大型軍事衝突。
拉修山谷（Rush Valley）
機械鎧技師的聖地。在伊修瓦爾內亂時，隨著義肢技術發達而繁榮起來的地方。
達布里斯（Dublith）
南部避暑勝地，卡迪斯夫婦經營的肉店、古利德的「惡魔之巢」（Devil's Nest）酒吧都在此；附近有著名觀光景點「卡烏羅伊湖」，在湖心區域的小島「約克島」，曾是愛力克兄弟修行的地方。

#### 北部
（North City）
北方司令部所在地。
布里克斯（Briggs）
由阿姆斯壯少將鎮守，亞美斯多利斯最北疆，與德拉古馬交界的山脈，有「天險」之稱，在邊界山口設立布里克斯要塞。曾是伊茲米·卡迪斯年輕時修行的地方。
巴茲庫爾（Baschool）
位於布里古茲以東，依附煤礦場而建立的大型城市，現已廢棄；與布里古茲相隔著礦山，透過城市中央的豎井，可穿過礦井坑道直達布里古茲郊外。此外，礦坑實際上也是挖掘國土鍊成陣時，用作運走廢土的通道。

### 其他國家
清國（Xing）
僅在原著漫畫及動畫第2作中出現。位於亞美斯特利斯東面的大國，兩國之間隔著大沙漠，無利害衝突關係。亞美斯多利斯原本有可以到達清國的鐵路，但已被沙子掩埋，無法使用，故來往兩國只能穿越大沙漠，或使用水路。來自清國的高手擅於武術，也因鍊丹術及修行的緣故，能察覺並分辨出普通人類和人造人的氣息，以及感應大地能量的流動，因此在夜間也能行動自如。
漫畫及動畫第2作中顯示清國文字為繁體中文。國家由50個不同民族組成，由皇帝納各族族長之女為后妃。現有皇子24人、公主19人，各自代表本族的利益。因皇帝身體日差，可能時日無多，故各族皇裔已經開始爭權奪利，各出奇謀討好皇帝，希望得以繼承帝位。
古雷達（Creta）
位於亞美斯多利斯西方，是由多個部落進行中央集權的國家。統一後自建國者古雷達一世開始，進行大型的水利建設促進農業發展；同時亦發展出滲透全國的情報網加強控制。該國的鍊金術起源於天氣預報的占卜，主要著重於操控大地與火焰的技術，對於合成獸的技術則是相當了得。雙方正在打國境戰爭，戰況對亞美斯多利斯不利，實為軍部為增加犧牲者而刻意操作。
於動畫第2作的劇場版《嘆息之丘的聖星》中出現。
阿爾路哥（Aerugo）
位於亞美斯多利斯南方的沿海國家。雙方曾在大陸曆1835、1911年分別爆發第一、二次國境戰爭，現仍斷斷續續交戰中。伊修瓦爾內亂時，資助伊修瓦爾人軍火；但當伊修瓦爾人欲逃難入境時卻見死不救。
另據遊戲《曉之王子》，阿耶魯戈本身並不希望與亞美斯多利斯交戰，而交戰原因是對方的擴張對本國造成經濟和軍事上的壓力。
德拉古馬（Drachma）
位於亞美斯多利斯北方的大國，兩國之間隔著天險布里克斯山脈。雙方雖簽訂互不侵犯條約，但關係依然緊張，而亞美斯多利斯則依托天險及布里克斯要塞進行防禦。
克塞爾克塞斯（Xerxes）
曾盛極一時的古代鍊金術王國，滅亡前夕人口計有1,072,659，傳說王國因不明原因而「一夜滅亡」，廢墟就位於亞美斯多利斯和新國之間的大沙漠中。實為燒瓶裡的小人（父親大人）與不知情的奴隸23號（班·賀恩漢）將全國人民鍊成賢者之石。

#### 設定
军部
亞美斯多利斯軍政府體制的統稱，軍隊被稱為「國軍」，並由憲兵負責警察的工作。軍階如同一般軍隊，由最高的軍政元首「大總統」一直至將、校（佐）、尉、士及兵。大總統平時坐鎮全國的中心——中央司令部指揮中央軍；中央區域外分設東部、南部、西部和北部地區，各設司令部分別負責指揮四區的軍團行動。
國軍軍服主要為藍色，一般憲兵則是黑色，憲兵司令部軍官也是藍色，但掛上臂章識別，官兵以肩章顯示軍階。軍官另外穿著黑色大衣作為外套，北方軍的巡防士兵（如山岳警備兵）則穿著白色雪地大衣作為禦寒衣物。
國軍另設國家鍊金術師，入職軍階為少校（實際權限相當於上尉）。
國家鍊金術師
亞美斯特利斯為獎勵國家鍊金術的研究，優秀術師經考試合格者，授予國家鍊金術師資格。職位的設立，實為挑選適合的人柱人選。國家鍊金術師的三大限制分別是「不可鍊成人」、「不可鍊成黃金」和「絕對效忠軍方」。入職後要接受年度審核，以決定能否繼續符合出任資格。
國家鍊金術師在入職時，軍階一般都是少校（又稱「少校相當官」），但實際權限只相當於上尉（漫畫第十五期馬斯坦古說過的話）。由於屬軍部職位，故須執行軍部委派的任務，軍階會因為表現理想而升級，直到最高的大總統。馬斯坦古就因為在伊修巴爾內亂中作戰有功，所以在25歲時晉升上校。
國家鍊金術師的任務主要是到各地監察軍隊、礦地和重要地點、研究新的鍊金術，及調查有關鍊金術的案件。由於在伊修瓦爾內亂中首赴前線就使軍隊迅速結束戰事，所以後來每遇內亂和戰爭都會派他們上陣，作為「活人武器」以鍊金術殺敵，甚至屠殺平民。因此一般人都對他們的工作非常反感，認為他們是「軍隊的走狗」（漫畫中還有另一個「惡魔」的稱呼），反對鍊金術師出任國家鍊金術師。
鍊金術
本作主要出现的能力技术。术者通过「理解」物質內在的法則（流動）、「分解」、「再構築」（創造）進行鍊成，但不能無中生有，其基本法则为「等價交換」，依循以下法則：
- 質量不滅法則：原材料與鍊成物質量相同不變，不會增加也不會減少。
- 自然道理法則：只能鍊成相同性質的東西。例如原材料具有水的性質，其鍊成物也應具水之屬性，不能將水鍊成石頭。

「等價交換」意味着為獲得某種東西，必須付出同等的代價；如力有未逮導致鍊成失敗則會發生反彈，以施術者的身體補足，也就是所謂的「通行費」。
其起源是由「東方賢者」（實為父親大人）推广产生，主要應用在軍事方面。基本方程式在350多年前確立，能量來源是靠地殼變動（如地震或火山爆發）的龐大能量，由父親大人利用地下安置的賢者之石所操控，並在需要時封鎖鍊金術的施行。
鍊丹術
本作后期出现，有别于鍊金術的另一种能力技术。與鍊金術相似但並不完全相同。只要理解大地流動力量的出、入口，即可順勢在距離較遠的地方進行鍊成。
其起源是由「西方賢者」（即霍恩海姆）推廣产生，將他所傳授與清國自古流傳下來的技術融合成鍊丹術，廣泛應用在醫療方面。能量來源是靠地底的「龍脈」，也就是地球的「氣」（大地之中流動的力量）。

不論鍊金術或鍊丹術均奉為圭臬的思想。其被描述为「世上一切都由全產生，一切都會回歸一，即是一為全；一中有全、全中有一，如一中無全，全即則無。」
该思想認為每個人只是世界巨大洪流之中一個渺小的部份，此為「一」；對於「全」的解釋，兩者卻有差別：
- 鍊金術：只知渺小的部份聚集起來為「全」，世界因循巨大的法則而流動，理解這趨勢進行分解及再構築。
- 鍊丹術：渺小的部份聚集起來，則會創造出這世界巨大的流動，此為「全」。因此，如果負面的感情聚集起來，世界就變成負面的流動；反之，只要正面的感情聚集起來，也能讓世界充滿正面的流動。

鍊成陣
啟動鍊金術力量的構築式。基本就是圓的力量，圓表示力的循環，在圓中畫出構築式，送入施術者的意念，即可發動鍊成陣的力量来進行鍊成。鍊成陣的構築式除基本圓形外，因鍊金術師的不同，而有圖案及文字的不同。由于愛力克兄弟、伊茲米、馬斯坦古見過真理，本身的存在足以取代鍊成陣構築式，因此無需畫出陣式，只要合掌表現出鍊成陣的基本圓形，就能進行鍊成。
真理
可稱「真理」、「世界」、「宇宙」、「神」，即是「一」也為「全」的存在；「真理之門」空間內的真理會化身成對應施術者的白色外型，出現在門前與施術者對話，之後顯示對方付出的「通行費」。真理為存在所有生命體內（所有的人造人除外；父親大人曾嘗試為自己造門但失敗，而賀恩漢在變成人形賢者之石時也見過它）的神之構築式。
真理之門
简称“门”，鍊金術師進行人體鍊成時，在鍊成陣中心出現一隻巨眼、眾多黑手將施術者分解入門內見「真理」。內部為四方無限的純白空間，並矗立一扇門，門上浮雕因人而異。
見過真理後門會打開，巨眼、黑手再度出現向施術者收取「通行費」和給予對價知識；假如鍊金術師企圖進行人體鍊成復活死者，真理會因為施術者的狂妄（違反禁忌）奪取身體一部分作為「通行費」給予對方絕望，代價足夠的話即送回正常空間。在其他情況下，鍊金術師亦可提出代價，讓真理判斷是否可換取真理世界中的等價物件（如愛德華以自己的真理之門換回艾爾凡斯的肉體）。但失去真理之門，就會失去鍊金術的能力。
開啟真理之門的關鍵，就是存在神之構築式（真理）的紅色能量體——血液或賢者之石。
人体炼成
在鍊金術中被視為禁忌，並列為國家鍊金法三大限制之一「不可製作人」。人是由「肉體」、「靈魂」和「精神」三要素組成，精神連繫著肉體和靈魂，以施術者的血作為連繫靈魂的訊息。如對死者進行人體鍊成則缺少靈魂導致失敗；而活人因三要素俱在，可透過分解之後再構築，進行人體鍊成。
本作多个角色（愛力克兄弟、伊茲米）试图通过人体炼成实现自己的愿望而失败并见到了真理，从而获得無需畫出陣式就能发动鍊金術。
生體鍊成
有別於「人體鍊成」，亞美斯多利斯合法許可的生物相關鍊成，以身體受傷部份再生為治療目的。
合成兽
源自傳說中的怪物奇美拉，是以兩種以上不同生物的基因作代價，炼成的人造生物。
在亞美斯多利斯，只有動物與動物合成實驗的產物屬於合法許可的生物相關鍊成，用人當材料的人體實驗或與動物合成則是違法的。但實際上，軍部秘密進行人與動物合成研究已有成果。故事中除了妮娜·塔克外，所有成功的人類合成獸都是軍人出身。
賢者之石鍊成陣
由圓、正五角形組合的，用于炼成贤者之石的鍊成陣，被犧牲的活人置於陣形交點上。這與國土鍊成陣的內圈，及在第五研究所的壁畫同出一轍。
国土炼成阵
在克塞魯克塞斯、亞美斯多利斯領土構築的巨大的賢者之石鍊成陣，核心也是賢者之石鍊成陣，並整合人體鍊成陣鍊成人形。國土鍊成陣必須在陣中要點畫下「血之紋章」，利用人類的靈魂，在關鍵時刻才能發動。
最初在烧瓶里的小人利用克塞魯克塞斯的人民实现了第一次发动，使它和23号奴隶获得由贤者之石构成的肉体。但由于烧瓶里的小人（即后来的父亲大人）只有536329人的靈魂，仍然無法成為完美的存在，所以通过协助亞美斯多利斯，利用领土上五千万人民的灵魂再次发动炼成阵，已达到目的，而23号奴隶（即后来的冯·霍恩海姆）则试图阻止其计划。
为了达成「血之紋章」，即在阵型的交点达成大规模的流血事件，父亲大人利用军部自亞美斯多利斯建国开始，在多个地方发动了多次大型流血事件。
逆轉鍊成陣
針對父親大人在亞美斯多利斯布下的國土鍊成陣，是傷疤人的哥哥結合鍊丹術和鍊金術開發出來的陣。同為國土鍊成陣，但能破除父親大人利用液化賢者之石，在地表和大地流動能量之間做的屏障，從而突破父親大人封印鍊金術的能力，真正釋出大地能量，令到鍊金術士可以自由使用地球的能量，不受父親大人的限制。它的陣式是由內（發動者所在的中心）至外（外圈），剛好與國土鍊成陣由外到內轉移能量的陣式相反，並需要傷疤人同時發動左臂的「構成」鍊成陣及右臂上的「分解」鍊成陣，才能發動。這意味着破壞屏障及釋出能量需同時進行。
日食鍊成陣
針對父親大人想要奪取所有亞美斯多利斯國民的靈魂，以作為賢者之石的能量，是班·賀恩漢以體內能夠與他溝通的靈魂所布下的國土鍊成陣。該陣利用日食的影子作為外圈来自動發動，令父親大人體內所有亞美斯多利斯國民的靈魂回到他們原来的肉体，但由於克塞爾克塞斯的國民肉体已經腐爛，因此未能釋放，但这些灵魂也恢复了自己的意志，能對父親大人的惡行進行反制。
人柱
用語源於日本的人柱。故事設定為發動國土鍊成陣所需的人類，亦是中心，條件是打開真理之門並生還，且精神連接門的另一邊。因此有能力進行人體鍊成的鍊金術師都是候補人柱。
賢者之石
基本上參考現實歷史上「賢者之石」的設定。有著「哲學家之石」、「天上之石」、「大鍊金藥」、「紅色染料」和「第五實體」等不同名稱，因此可以不同形態（主要是固體及液體）出現。傳說中可以無視「等價交換」原則的術法增幅器，实际上是需要多位活人鍊成的含有靈魂的高能量物體，因內藏龐大能量及構築式，可無需鍊成陣直接鍊成。
使用後會消耗掉的賢者之石即為不完全品。構成人造人核心的賢者之石充其量完成度高，因此當人造人體內賢者之石的力量消耗殆盡就無法再生，就連父親大人也無法做出完全的賢者之石，這亦是父親大人要讓自己成為「完全的存在」的原因之一。
人造人
通过鍊金術師所造的人，在本作中有七名以基督教的七宗罪命名的人造人，因人類的罪過而生下來。
在电视动画第一期，与漫画原作和电视动画第二期，两者有着不同的设定。漫画原作和电视动画第二期中，其靈魂源於父親大人分割出自身七種情感製成的不完全賢者之石的核心，大部分人造人身上有銜尾蛇刺青，其極強的再生能力實際上源於體內賢者之石的力量，雖然非常難對付，但當賢者之石的力量耗盡就會無法再生，並且可以被殺。

## 出版書籍
| 冊數 | 史克威爾艾尼克斯 | 史克威爾艾尼克斯                                        | 東立出版社     | 東立出版社             | 玉皇朝   | 玉皇朝                 | 中国大陆简体中文版 | 中国大陆简体中文版     |
| 冊數 | 發售日期         | ISBN                                                    | 發售日期       | ISBN                   | 發售日期 | ISBN                   | 發售日期           | ISBN                   |
| ---- | ---------------- | ------------------------------------------------------- | -------------- | ---------------------- | -------- | ---------------------- | ------------------ | ---------------------- |
| 1    | 2002年2月22日    | ISBN 978-4-7575-0620-6                                  | 2004年5月1日   | ISBN 986-11-4609-1     |          | ISBN 978-962-8864-01-0 |                    | ISBN 978-7-5007-9108-9 |
| 2    | 2002年6月22日    | ISBN 978-4-7575-0699-2                                  | 2004年5月1日   | ISBN 986-11-4610-5     |          | ISBN 978-962-8864-02-7 |                    | ISBN 978-7-5007-9108-9 |
| 3    | 2002年10月22日   | ISBN 978-4-7575-0791-3                                  | 2004年5月16日  | ISBN 986-11-4611-3     |          | ISBN 978-962-8864-03-4 |                    | ISBN 978-7-5007-9108-9 |
| 4    | 2003年2月22日    | ISBN 978-4-7575-0855-2                                  | 2004年5月16日  | ISBN 986-11-4612-1     |          | ISBN 978-962-8864-04-1 |                    | ISBN 978-7-5007-9108-9 |
| 5    | 2003年7月22日    | ISBN 978-4-7575-0966-5                                  | 2004年5月29日  | ISBN 986-11-4613-X     |          | ISBN 978-962-8864-11-9 |                    | ISBN 978-7-5007-9108-9 |
| 6    | 2003年11月22日   | ISBN 978-4-7575-1047-0 ISBN 978-4-7575-1048-7（特裝版） | 2004年5月29日  | ISBN 986-11-4614-8     |          | ISBN 978-962-8864-12-6 |                    | ISBN 978-7-5007-9109-6 |
| 7    | 2004年4月22日    | ISBN 978-4-7575-1165-1 ISBN 978-4-7575-1148-4（特裝版） | 2004年6月12日  | ISBN 986-11-4615-6     |          | ISBN 978-962-8864-13-3 |                    | ISBN 978-7-5007-9109-6 |
| 8    | 2004年8月22日    | ISBN 978-4-7575-1230-6                                  | 2004年8月20日  | ISBN 986-11-5203-2     |          | ISBN 978-962-8864-92-8 |                    | ISBN 978-7-5007-9109-6 |
| 9    | 2004年12月22日   | ISBN 978-4-7575-1318-1                                  | 2004年12月6日  | ISBN 986-11-5652-6     |          | ISBN 978-962-8865-89-5 |                    | ISBN 978-7-5007-9109-6 |
| 10   | 2005年4月11日    | ISBN 978-4-7575-1386-0                                  | 2005年3月23日  | ISBN 986-11-5653-4     |          | ISBN 978-962-8886-58-6 |                    | ISBN 978-7-5007-9109-6 |
| 11   | 2005年8月22日    | ISBN 978-4-7575-1496-6                                  | 2005年8月12日  | ISBN 986-11-6667-X     |          | ISBN 978-962-8887-41-5 |                    | ISBN 978-7-5007-9110-2 |
| 12   | 2005年12月22日   | ISBN 978-4-7575-1573-4 ISBN 978-4-7575-1549-9（特裝版） | 2005年12月22日 | ISBN 986-11-6668-8     |          | ISBN 978-962-8923-36-6 |                    | ISBN 978-7-5007-9110-2 |
| 13   | 2006年4月22日    | ISBN 978-4-7575-1638-0 ISBN 978-4-7575-1619-9（特裝版） | 2006年4月21日  | ISBN 986-11-8059-1     |          | ISBN 978-962-8924-19-6 |                    | ISBN 978-7-5007-9110-2 |
| 14   | 2006年8月22日    | ISBN 978-4-7575-1695-9 ISBN 978-4-7575-1695-3（特裝版） | 2006年8月25日  | ISBN 986-11-8386-8     |          | ISBN 978-962-8924-99-8 |                    | ISBN 978-7-5007-9110-2 |
| 15   | 2006年12月22日   | ISBN 978-4-7575-1812-4                                  | 2006年12月22日 | ISBN 986-11-8387-6     |          | ISBN 978-962-8950-88-1 |                    | ISBN 978-7-5007-9110-2 |
| 16   | 2007年4月22日    | ISBN 978-4-7575-1965-7                                  | 2007年4月20日  | ISBN 978-986-11-9784-5 |          | ISBN 978-962-8951-78-9 |                    | ISBN 978-7-5007-9111-9 |
| 17   | 2007年9月11日    | ISBN 978-4-7575-2064-6                                  | 2007年9月4日   | ISBN 978-986-11-9785-2 |          | ISBN 978-962-8976-87-4 |                    | ISBN 978-7-5007-9111-9 |
| 18   | 2008年1月22日    | ISBN 978-4-7575-2175-9 ISBN 978-4-7575-2127-8（特裝版） | 2008年2月3日   | ISBN 978-986-10-1159-2 |          | ISBN 978-962-8977-99-4 |                    | ISBN 978-7-5007-9111-9 |
| 19   | 2008年4月22日    | ISBN 978-4-7575-2237-4                                  | 2008年5月28日  | ISBN 978-986-10-1560-6 |          | ISBN 978-988-8001-76-7 |                    | ISBN 978-7-5007-9111-9 |
| 20   | 2008年9月22日    | ISBN 978-4-7575-2353-1                                  | 2008年10月9日  | ISBN 978-986-10-1561-3 |          | ISBN 978-988-8012-21-3 |                    | ISBN 978-7-5007-9111-9 |
| 21   | 2009年2月22日    | ISBN 978-4-7575-2439-2                                  | 2009年2月4日   | ISBN 978-986-10-2419-6 |          | ISBN 978-988-8013-15-9 |                    | ISBN 978-7-5007-9311-3 |
| 22   | 2009年5月22日    | ISBN 978-4-7575-2538-2                                  | 2009年5月15日  | ISBN 978-986-10-2989-4 |          | ISBN 978-988-8034-08-6 |                    | ISBN 978-7-5007-9311-3 |
| 23   | 2009年8月12日    | ISBN 978-4-7575-2602-0                                  | 2009年9月29日  | ISBN 978-986-10-3587-1 |          | ISBN 978-988-8035-15-1 |                    | ISBN 978-7-5007-9528-5 |
| 24   | 2009年12月22日   | ISBN 978-4-7575-2742-3                                  | 2010年2月5日   | ISBN 978-986-10-4324-1 |          | ISBN 978-988-8047-41-3 |                    | ISBN 978-7-5007-9765-4 |
| 25   | 2010年4月22日    | ISBN 978-4-7575-2840-6                                  | 2010年6月11日  | ISBN 978-986-10-5005-8 |          | ISBN 978-988-8048-30-4 |                    | ISBN 978-7-5007-9932-0 |
| 26   | 2010年8月12日    | ISBN 978-4-7575-2929-8                                  | 2010年9月29日  | ISBN 978-986-10-6185-6 |          | ISBN 978-988-8088-50-8 |                    | ISBN 978-7-5148-0065-4 |
| 27   | 2010年11月22日   | ISBN 978-4-7575-3054-6                                  | 2011年1月14日  | ISBN 978-986-10-6822-0 |          | ISBN 978-988-8089-22-2 |                    | ISBN 978-7-5148-0117-0 |

### 完全版
| 冊數      | 史克威爾艾尼克斯 | 史克威爾艾尼克斯       | 玉皇朝        | 玉皇朝                | 尖端          | 尖端               | 封面人物             |
| 冊數      | 發售日           | ISBN                   | 發售日        | ISBN                  | 發售日        | ISBN               | 封面人物             |
| --------- | ---------------- | ---------------------- | ------------- | --------------------- | ------------- | ------------------ | -------------------- |
| 1         | 2011年6月22日    | ISBN 978-4-7575-3279-3 | 2012年8月15日 | ISBN 978-988-816828-6 | 2023年7月14日 | ISBN 9786263565753 | 愛德華·愛力克        |
| 2         | 2011年6月22日    | ISBN 978-4-7575-3280-9 | 2012年8月15日 | ISBN 978-988-816829-3 | 2023年7月14日 | ISBN 9786263565760 | 阿爾馮斯·愛力克      |
| 3         | 2011年7月22日    | ISBN 978-4-7575-3286-1 | 2012年9月22日 | ISBN 978-988-816843-9 | 2023年7月14日 | ISBN 9786263565777 | 羅伊·馬斯坦古        |
| 4         | 2011年7月22日    | ISBN 978-4-7575-3287-8 | 2012年9月22日 | ISBN 978-988-816844-6 | 2023年7月14日 | ISBN 9786263565784 | 莉莎·霍克愛          |
| 5         | 2011年8月22日    | ISBN 978-4-7575-3325-7 | 2012年10月1日 | ISBN 978-988-816859-0 | 2023年7月14日 | ISBN 9786263565791 | 伊茲米·卡迪斯        |
| 6         | 2011年9月22日    | ISBN 978-4-7575-3367-7 | 2012年10月1日 | ISBN 978-988-816860-6 | 2023年7月14日 | ISBN 9786263565807 | 拉斯多               |
| 7         | 2011年10月22日   | ISBN 978-4-7575-3390-5 | 2012年11月1日 | ISBN 978-988-816877-4 | 2023年7月14日 | ISBN 9786263565814 | 張梅                 |
| 8         | 2011年11月22日   | ISBN 978-4-7575-3411-7 | 2012年12月1日 | ISBN 978-988-816878-1 | 2023年7月14日 | ISBN 9786263565821 | 斯卡                 |
| 9         | 2011年12月22日   | ISBN 978-4-7575-3439-1 | 2013年1月1日  | ISBN 978-988-816896-5 | 2023年7月14日 | ISBN 9786263565838 | 恩維                 |
| 10        | 2012年1月21日    | ISBN 978-4-7575-3478-0 | 2013年3月1日  | ISBN 978-988-816897-2 | 2024年3月5日  | ISBN 9786263772205 | 亞力士·路易·阿姆斯壯 |
| 11        | 2012年2月22日    | ISBN 978-4-7575-3505-3 | 2013年4月1日  | ISBN 978-988-816914-6 | 2024年3月5日  | ISBN 9786263772212 | 佐魯夫·J·金普利      |
| 12        | 2012年3月22日    | ISBN 978-4-7575-3522-0 | 2013年5月1日  | ISBN 978-988-816915-3 | 2024年3月5日  | ISBN 9786263772229 | 溫莉·洛克貝爾        |
| 13        | 2012年4月21日    | ISBN 978-4-7575-3554-1 | 2013年6月1日  | ISBN 978-988-816944-3 | 2024年3月5日  | ISBN 9786263772236 | 奧莉薇·米拉·阿姆斯壯 |
| 14        | 2012年5月22日    | ISBN 978-4-7575-3592-3 | 2013年6月1日  | ISBN 978-988-816945-0 | 2024年3月5日  | ISBN 9786263772243 | 古利德               |
| 15        | 2012年6月22日    | ISBN 978-4-7575-3623-4 | 2013年7月1日  | ISBN 978-988-816973-3 | 2024年3月5日  | ISBN 9786263772250 | 馮·霍恩海姆          |
| 16        | 2012年7月21日    | ISBN 978-4-7575-3663-0 | 2013年8月1日  | ISBN 978-988-816974-0 | 2024年3月5日  | ISBN 9786263772267 | 金格·布拉德雷/拉斯   |
| 17        | 2012年8月22日    | ISBN 978-4-7575-3692-0 | 2013年8月1日  | ISBN 978-988-816987-0 | 2024年3月5日  | ISBN 9786263772274 | 父親大人             |
| 18        | 2012年9月22日    | ISBN 978-4-7575-3729-3 | 2013年8月1日  | ISBN 978-988-816988-7 | 2024年3月5日  | ISBN 9786263772281 | 愛德華·愛力克        |
| CHRONICLE | 2011年7月29日    | ISBN 978-4-7575-3249-6 | 2013年8月1日  | ISBN 978-988-825118-6 | 2025年2月6日  | ISBN 9786264034272 | 愛德華·愛力克        |

- 鋼之鍊金術師 4格（鋼の錬金術師4コマ）

| 冊數 | 史克威爾艾尼克斯 | 史克威爾艾尼克斯       | 東立出版社    | 東立出版社             | 玉皇朝        | 玉皇朝                 |
| 冊數 | 發售日期         | ISBN                   | 發售日期      | ISBN                   | 發售日期      | ISBN                   |
| ---- | ---------------- | ---------------------- | ------------- | ---------------------- | ------------- | ---------------------- |
| 全   | 2017年11月22日   | ISBN 978-4-7575-5521-1 | 2018年7月27日 | ISBN 978-957-26-1427-3 | 2018年7月28日 | ISBN 978-988-850-752-8 |

導讀手冊
| 冊數           | 史克威爾艾尼克斯 | 史克威爾艾尼克斯       | 東立出版社    | 東立出版社             |
| 冊數           | 發售日期         | ISBN                   | 發售日期      | ISBN                   |
| -------------- | ---------------- | ---------------------- | ------------- | ---------------------- |
| 完全導讀手冊   | 2003年11月28日   | ISBN 978-4-7575-1092-0 | 2004年7月31日 | ISBN 978-986-11-5112-5 |
| 完全導讀手冊 2 | 2005年4月28日    | ISBN 978-4-7575-1426-3 | 2005年7月29日 | ISBN 978-986-11-7254-8 |
| 完全導讀手冊 3 | 2009年10月10日   | ISBN 978-4-7575-2713-3 | 2010年6月18日 | ISBN 978-986-10-5643-2 |
| 角色導讀       | 2009年5月29日    | ISBN 978-4-7575-2574-0 | 2010年1月29日 | ISBN 978-986-10-5121-5 |
| 鋼鍊研究所DX   | 2004年9月30日    | ISBN 978-4-7575-1270-2 | 未代理        | 未代理                 |

## 相關書籍

### 小說
改編自原作漫畫，由井上真撰寫（全6卷）。
| 冊數 | 日文副標題 | 中文副標題         | 史克威爾艾尼克斯 | 史克威爾艾尼克斯       | 東立出版社    | 東立出版社             |
| 冊數 | 日文副標題 | 中文副標題         | 發售日期         | ISBN                   | 發售日期      | ISBN                   |
| ---- | ---------- | ------------------ | ---------------- | ---------------------- | ------------- | ---------------------- |
| 1    |            | 砂礫的大地         | 2003年2月28日    | ISBN 978-4-7575-0871-2 | 2004年8月12日 | ISBN 986-11-5108-7     |
| 2    |            | 被囚禁的鍊金術師   | 2003年9月26日    | ISBN 978-4-7575-1029-6 | 2004年9月7日  | ISBN 986-11-5109-5     |
| 3    |            | 白色花瓣飄舞的山谷 | 2004年4月30日    | ISBN 978-4-7575-1198-9 | 2004年9月21日 | ISBN 986-11-5110-9     |
| 4    |            | 在遙遠的青空下     | 2004年10月29日   | ISBN 978-4-7575-1315-0 | 2005年3月24日 | ISBN 986-11-6570-3     |
| 5    |            | 各自的羈絆         | 2005年6月30日    | ISBN 978-4-7575-1471-3 | 2005年9月29日 | ISBN 986-11-6666-1     |
| 6    |            | 新的開始           | 2007年3月22日    | ISBN 978-4-7575-1984-8 | 2007年9月28日 | ISBN 978-986-10-0373-3 |

### 畫集
| 冊數 | 史克威爾艾尼克斯 | 史克威爾艾尼克斯       | 東立出版社    | 東立出版社             |
| 冊數 | 發售日期         | ISBN                   | 發售日期      | ISBN                   |
| ---- | ---------------- | ---------------------- | ------------- | ---------------------- |
| 1    | 2004年2月27日    | ISBN 978-4-7575-1155-2 | 2004年8月13日 | ISBN 978-986-11-5111-7 |
| 2    | 2006年3月22日    | ISBN 978-4-7575-1668-7 | 2006年7月31日 | ISBN 978-986-11-8668-9 |
| 3    | 2011年4月22日    | ISBN 978-4-7575-3220-5 | 未代理        | 未代理                 |

- 荒川弘畫集 鋼之鍊金術師（荒川弘イラスト集 鋼の錬金術師）

| 冊數 | 史克威爾艾尼克斯 | 史克威爾艾尼克斯       | 東立出版社    | 東立出版社             | 玉皇朝       | 玉皇朝                 |
| 冊數 | 發售日期         | ISBN                   | 發售日期      | ISBN                   | 發售日期     | ISBN                   |
| ---- | ---------------- | ---------------------- | ------------- | ---------------------- | ------------ | ---------------------- |
| 全   | 2017年9月15日    | ISBN 978-4-7575-5497-9 | 2018年7月13日 | ISBN 978-957-26-1121-0 | 2018年7月5日 | ISBN 978-988-850-727-6 |

- 鋼之鍊金術師20th ANNIVERSARY BOOK（鋼の錬金術師 20th ANNIVERSARY BOOK）

| 冊數 | 史克威爾艾尼克斯 | 史克威爾艾尼克斯       | 玉皇朝         | 玉皇朝                 | 東立出版社    | 東立出版社             |
| 冊數 | 發售日期         | ISBN                   | 發售日期       | ISBN                   | 發售日期      | ISBN                   |
| ---- | ---------------- | ---------------------- | -------------- | ---------------------- | ------------- | ---------------------- |
| 全   | 2021年12月18日   | ISBN 978-4-7575-7660-5 | 2022年12月23日 | ISBN 978-988-8821-20-4 | 2023年7月13日 | ISBN 978-626-360-484-1 |

## 改編作品

### 真人電影
真人電影系列第一部由山田涼介飾演主角愛德華·艾力克，於2017年12月上映。
2022年3月2日凌晨，真人電影系列官方推特宣布：作為原作漫畫連載20週年企劃的一部分，真人電影續作《鋼之鍊金術師 完結篇 復仇者斯卡》及《鋼之鍊金術師 完結篇 最後的鍊成》将于同年5月20日及6月24日上映。

### 遊戲
卡片遊戲：
- Fullmetal Alchemist：Trading Card Game（任天堂DS、Destineer）

手遊遊戲：
- 鋼之鍊金術師M（SQUARE ENIX、Garena）

## 廣播劇CD
由配音員配音演出的廣播劇CD集。
2003年3月28日發售、ISBN 978-4-7575-0910-8
2004年5月28日發售、ISBN 978-4-7575-1210-8
2005年5月31日發售、ISBN 978-4-7575-1450-8

### 備註
1. ↑  港台繁体中文完全版漫画均由香港玉皇朝代理。
2. ↑  版权标识原文：“本作品中文简体字版由株式会社史克威尔艾尼克斯通过风车影视文化发展株式会社授权中国少年儿童新闻出版总社在中华人民共和国（台湾、香港、澳门除外）独家出版发行。”
3. ↑  港譯也为「新司」
4. ↑  台譯「利賽布爾」
5. ↑  港譯另有「尤斯維爾」。
6. ↑  原作中南方司令部在達普利斯。另外原創奇修亞。
7. ↑  台譯「布利古斯」，並未在該處設置要塞。另於PS2遊戲《鋼之鍊金術師3 繼承神的少女》，原創在山下建立邊塞城市瓦爾多拉。
8. ↑  首度出現時的英語寫法是「Xing」，英語版漫畫也採用了這一寫法；但《荒川弘畫集 FULLMETAL ALCHEMIST 2》中曾經出現「Shing」的寫法。
9. ↑  無對價的「通行費」跟知識，全由真理任意決定；所給予的知識被視作真理。
10. ↑  例如：阿爾馮斯因為想感受母親的溫暖，所以被真理帶走能感受溫暖的身體；馬斯坦古因為想望見國家的未來，所以被真理帶走了視力；伊茲米・卡迪斯因為想自己的孩子復活，所以被真理帶走了生孩子的器官（內臟）
11. ↑  原作台版起初譯為「人肉柱子」、後改「祭品」，台版動畫第1作參考後者「活祭品」，動畫第2作則取前者。
12. ↑  前20册单行本以每5卷为一个合册发售，并共用一个ISBN

## 外部連結
- （日語）鋼之鍊金術師特集 - GANGAN Mobile
- （日語）鋼之鍊金術師 FULLMETAL ALCHEMIST （页面存档备份，存于）
- （日語）鋼之鍊金術師 - 漫畫 - GANGAN ONLINE -SQUARE ENIX-
- （日語）鋼之鍊金術師 - 小說 - GANGAN ONLINE -SQUARE ENIX-
- （日語）Don't forget Fullmetal Alchemist 〜ハガレンを、忘れない〜 - イベント - GANGAN ONLINE -SQUARE ENIX-
- （日語）鋼鍊ONLINE研究所 - GANGAN ONLINE -SQUARE ENIX-